# Hyalinetta circumflexa
Hyalinetta circumflexa là một loài bướm đêm trong họ Geometridae.